# Zabriskie Point (album)
Pour les articles homonymes, voir Zabriskie Point.
Albums par Pink Floyd
More
(1969) Obscured by Clouds
(1972)
Zabriskie Point est la bande originale du film homonyme de Michelangelo Antonioni. L’album a été enregistré de novembre à décembre 1969. Il est sorti chez MGM aux États-Unis en janvier 1970 et en Europe en mars 1970.

## Origines
A l'origine, Antonioni avait contacté Jim Morrison pour composer un titre (L'America). Il ne sera pas retenu, Antonioni n'aimait pas le style. Il a donc préféré faire appel à Pink Floyd, qui a finalement composé des titres phares de la B.O.

## Titres
1. Heart Beat, Pig Meat (3 min 11 s) par Pink Floyd
2. Brother Mary (2 min 39 s) par The Kaleidoscope
3. Dark Star (excerpt) (2 min 30 s) par The Grateful Dead
4. Crumbling Land (4 min 13 s) par Pink Floyd
5. Tennessee Waltz (3 min 10 s) par Patti Page
6. Sugar Babe (2 min 12 s) par The Youngbloods
7. Love Scene (7 min 02 s) par Jerry Garcia
8. I Wish I Was A Single Girl Again (1 min 54 s) par Roscoe Holcomb
9. Mickey's Tune (1 min 40 s) par The Kaleidoscope
10. Dance Of Death (2 min 42 s) par John Fahey
11. Come in Number 51, Your Time Is Up (5 min 01 s) par Pink Floyd

## Emprunt
Come In Number 51, Your Time Is Up est en fait une version plus courte et un peu différente de Careful with That Axe, Eugene parue d'abord en single puis sur l'album Ummagumma en version live. Par ailleurs dans Zabriskie Point la chanson est totalement instrumentale.

## Réédition
Cet album a été réédité en septembre 1997 sous la forme d'un double album, le second CD rassemblant huit chansons supplémentaires qui n'avaient pas été gardées pour le film : quatre de Jerry Garcia et quatre de Pink Floyd, jamais éditées sur d'autres albums, ni avant ni après :
1. Love Scene Improvisations - Jerry Garcia (The Grateful Dead)
  - Version 1 (6 min 18 s)
  - Version 2 (8 min 00 s)
  - Version 3 (7 min 52 s)
  - Version 4 (8 min 04 s)
2. Country Song (4 min 37 s) - Pink Floyd
3. Unknown Song (6 min 01 s) - Pink Floyd
4. Love Scene - Pink Floyd
  - Version 6 (7 min 26 s)
  - Version 4 (6 min 45 s)

Un disque pirate intitulé The Complete Zabriskie Point Sessions qui inclut plusieurs prises alternatives et une chanson sans titre a été publiée en Russie.